# Borgonya-Franc Comtat
Borgonya-Franc Comtat (en francès, Bourgogne-Franche-Comté) és una regió francesa creada per la reforma territorial de 2014 per la fusió de Borgonya i el Franc Comtat. La nova regió va entrar en vigor l'1 de gener del 2016.
La regió té una superfície de 47.784 km² i una població de 2.800.194 habitants.

## Geografia
Borgonya-Franc Comtat limita amb les regions franceses de Alvèrnia-Roine-Alps, Centre-Vall del Loira, Illa de França i Gran Est. Així mateix, limita amb Suïssa.

## Toponímia
El nom de la nova regió administrativa és un topònim amb guions, compost per les regions històriques de Borgonya i Comtat de Borgonya. La fusió reunirà les dues meitats de l'històric Regne de les Dues Borgonyes, després de la seva separació al segle xv. És oficial des del 28 de setembre de 2016 i efectiu des del 30 de setembre del mateix any.

## Principals comunitats
- Dijon (159.346)
- Besançon (119.198)
- Belfort (45.155)
- Chalon-sur-Saône (45.031)
- Nevers (32.830)